# Cueva de Coventosa
La cueva de Coventosa es una cueva española situada en el valle del rio Asón, en el municipio de Arredondo (Cantabria). Forma parte del sistema Cueto-Coventosa-Cuvera. Tiene un desarrollo de 32 524 metros y un desnivel de 815 metros. Geológicamente el material predominante es la caliza. Recibe su nombre por la fuerte corriente de aire que surge de la entrada.

## Entradas
Cuenta con dos entradas: la sima de Cueto situada al oeste a una altitud de 990 metros, cerca del pico Mosquiteru, y la entrada este a 294 metros de altitud. Para acceder a través de la sima de Cueto es preciso realizar un descenso vertical de varios cientos de metros a través del pozo Juhué.

## Galerías
- Galería de los espejos.
- Galería de los lapiceros.
- Galería de los fantasmas.

## Historia
La cueva es conocida desde tiempo inmemorial, una de las primeras exploraciones en profundidad fue realizada por el Spelo Club de Dijon en 1958 que confeccionó una topografía sistemática de la red. En el año 1965 se descubrió el Agujero Soplador y se exploró la sima de Cueto que ya era conocida por los pastores de la zona. A partir de entonces las exploraciones han sido detalladas y constantes a través de las dos entradas, proceso que culminó el 13 de abril de 1979 cuando espeleólogos del Speleo Club de Grenoble consiguieron realizar la conexión entre la sima y las galerías de Coventosa. La gesta fue repetida el 8 de diciembre de 1979 por cuatro espeleólogos españoles de la Sección de Espeleología del Seminario Sautuola (Museo de Prehistoria) que se introdujeron por la sima El Cueto, descendieron 800 metros en vertical, y salieron a la superficie dos días después por la entrada de Coventosa, siendo el segundo grupo en el mundo que logró realizar con éxito esta travesía.

### Accidentes
En la cueva se han registrado numerosos accidentes. En el año 2012 un grupo de nueve espeleólogos permaneció inmovilizado durante más de treinta horas, siendo finalmente rescatados.